# Драгон (летелица)
Драгон је свемирска летелица која се у појединим случајевима може вишекратно користити (капсула намењена превозу људске посаде ће се користити вишекратно, а исто се планира и за модернизовану теретну верзију). Летелицу је развила америчка компанија Спејс екс са седиштем у Хоторну (Калифорнија). У свемир се лансира двостепеном ракетом Фалкон 9, коју је такође развила компанија Спејс екс. Летелица се од 2012. године користи за превоз терета и залиха до МСС, а у плану је да од 2017. године верзија Драгон V2 служи за транспорт људи до МСС.